# Langues malayo-polynésiennes occidentales
Les langues malayo-polynésiennes occidentales ou langues hespéronésiennes sont des langues austronésiennes et constituent un des sous-groupes présumés des langues malayo-polynésiennes. 

## Classification

### Place parmi les langues malayo-polynésiennes
La pertinence d'un groupe malayo-polynésien occidental reste une question ouverte, bien que ce sous-groupe soit souvent présenté comme clairement établi. Pour Blust (1999), le sous-groupe sert surtout à ranger les langues malayo-polynésiennes qui ne sont pas classées dans le sous-groupe central-oriental. Pour Blust, un proto-malayo-polynésien-occidental, si l'on le reconstruisait ne se différencierait pas du proto-malayo-polynésien. Malgré cela, de nombreuses propositions de classification interne existent.

### Classification interne
Pour résoudre ce problème, Ross (1995), abandonne l'idée de présenter une classification génétique. Il fait la liste de vingt-quatre sous-groupes identifiables du malayo-polynésien occidental et la conçoit comme un point de départ pour des recherches ultérieures. Adelaar reprend cette méthode et aboutit à vingt-trois groupes:
- langues philippines dont les langues sangiriques, minahasanes et gorontalo-mongondiques.
- chamorro
- palauan
- langues sama-bajau
- langues malayo-sumbawiennes, qui regroupent les langues malaïques, les langues acihnais-chamiques, le balinais, le sasak, le sumbawanais, le madurais et le soundanais.
- javanais
- langues moken-moklen
- langues bornéo du Nord
- langues kayaniques
- langues dayak des terres
- langues barito orientales
- langues barito-mahakam
- langues barito occidentales
- langues lampung
- rejang
- langues sumatra du Nord-Ouest
- langues tomini-tolitoli
- langues kaili-pamona
- langues saluan
- langues bungku-tolaki
- langues muna-buton
- langues wolio-wotu
- langues sulawesi du Sud

Les différences avec Ross (1995) sont importantes. Celui-ci, par exemple, à la place des langues philippines, avait plusieurs sous-groupes, le batanique, le philippin du Nord, le méso-philipin, le philippin du Sud et le mindanao du Sud ainsi que les groupes de Sulawesi.

## Nota
- Code de langue IETF : pqw